# Estilo Vancouver
O Estilo ou Normas de Vancouver é um conjunto de regras para a publicação de manuscritos no âmbito das Ciências da Saúde. Também é conhecido pelo mesmo nome o subconjunto dessas normas referido à forma de realizar referências bibliográficas.

## História
O sistema de Vancouver toma o seu nome de uma reunião celebrada em Vancouver (Canadá) em 1978, que levou à criação do Comité Internacional de Editores de Revistas Médicas (ICMJE). Este foi desenvolvido pela Biblioteca Nacional de Medicina dos EE.UU., cuja versão "deve ser considerado como o estilo autoritário", segundo a Associação Médica Britânica (BMA). Publicaram-se várias versões dos requisitos de uniformidade, a última actualização é de abril de 2010.

## Uso
As referências bibliográficas listam-se consecutivamente na ordem de aparecimento no texto. E identificam-se mediante números arábicos entre parênteses (1), colchetes [1], superíndice 1, ou uma combinação de colchetes mais superíndice [1].
Há 41 formatos de citações diferentes para diversos tipos de fontes bibliográficas (livros, artigos de revistas, etc)

### Artigos de revistas
Estrutura geral: Autor/es. Título do artigo. Abreviatura internacional da revista. ano; volume (número): página inicial-final do artigo.
Se os autores fossem mais de seis, mencionam-se os seis primeiros seguidos da abreviatura et al.
(1) Artigo regular
Exemplo: Medrano MJ, Cerrato E, Boix R, Delgado-Rodríguez M. Factores de risco cardiovascular na população espanhola: metaanálises de estudos transversais. Med Clin (Barc). 2005; 124(16): 606-12.
Exemplo: Sosa Henríquez M, Filgueira Loiro J, López-Harce Cid JA, Díaz Curiel M, Lozano Tonkin C, do Castillo Roda A et a o. Que opinam os internistas espanhóis da osteoporosis?. Rev Clin Esp. 2005; 205(8): 379-82.
(2) Organização ou equipa como autor
Grupo de Trabalho da SEPAR. Normativa sobre o manejo da hemoptisis amenazante. Arch Bronconeumol 1997; 33: 31-40.
(3) Autoria compartilhada entre autores e uma equipa
Jiménez Hernández MD, Torrecillas Narváez MD, Friera Acebal G.  Grupo Andaluz para o Estudo de Gabapentina e Profilaxis Migranosa. Eficácia e segurança da gabapentina no tratamento preventivo da enchaqueca. Rev Neurol. 2002; 35: 603-6.
(4) Não se indica autor
21st century heart solution may have a sting in the tail. BMJ. 2002; 325(7357): 184.
(5) Artigo em outro idioma diferente do inglês
Nota: Os artigos devem escrever em seu idioma original se a grafia é latina.
Sartori CA, Dal Pozzo A, Balduino M, Franzato B. Exérèse laparoscopique de l´angle colique gauche. J Chir (Paris). 2004; 141: 94-105.
(6) Suplemento de um volume
Praça Moral V, Álvarez Gutiérrez FJ, Casam Clará P, Cobos Barroso N, López Vinha A, Llauger Rosselló MA et a o. Comité Executivo da GEMA. Guia Espanhola para o Manejo do Asma (GEMA). Arch Bronconeumol. 2003; 39 Supl 5: 1-42.
(7) Suplemento de um número
Glauser TA. Integrating clinical trial data into clinical practice. Neurology. 2002; 58 (12 Suppl 7): S6-12.
(8) Parte de um volume
Abend SM, Kulish N. The psychoanalytic method from an epistemological viewpoint. Int J Psychoanal. 2002; 83(Pt 2): 491-5.
(9) Parte de um número
Ahrar K, Madoff DC, Gupta S, Wallace MJ, Price RE, Wright KC. Development of a large animal model for lung tumors. J Vasc Interv Radiol. 2002; 13(9 Pt 1): 923-8.
(10) Número sem volume
Fleta Zaragozano J, Lario Elboj A, García Costumar S, Fleta Asín B, Bom Lozano M, Ventura Faci P et a o. Estretinimento na infância: pauta de actuação. Enferm Cient. 2004; (262-263): 28-33.
(11) Sem número nem volume
Outreach: bringing HIV-positive individuals into care. HRSA Careaction. 2002 Jun:1-6.
(12) Paginação em número romanos
Chadwick R, Schuklenk Ou. The politics of ethical consensus finding. Bioethics. 2002; 16(2): III-V.
(13) Indicação do tipo de artigo segundo corresponda (editorial, carta, resumo)
Castillo Garzón MJ. Comunicação: medicina do passado, do presente e do futuro [editorial]. Rev Clin Esp. 2004;204(4):181-4.
Rivas Otero B de, Solano Cebrián MC, López Cubero L. Febre de origem desconhecida e disecção aórtica [carta]. Rev Clin Esp. 2003;203;507-8.
Vázquez Rei L, Rodríguez Trigo G, Rodríguez Valcárcel ML, Verea Hernando H. Estudo funcional respiratório em pacientes candidatos a transplante hepático [resumo]. Arch Bronconeumol. 2003; 39 supl. 2:29-30
(14) Artigo que contém uma retratação
Retraction of "Biotransformation of drugs by microbial cultures for predicting mammalian drug metabolism". Biotechnol Adv. 2004 ;22(8):619. Retratação de: Srisilam K, Veeresham C. Biotechnol Adv. 2003 Mar;21(1):3-39.
(15) Artigo objeto de retratação
Srisilam K, Veeresham C. Biotransformation of drugs by microbial cultures for predicting mammalian drug metabolism Biotechnol Adv. 2003 Mar;21(1):3-39. Rectração em: Moo-Young M. Biotechnol Adv. 2004 ;22(8):617.
(16) Artigo reeditado com correcções
Mansharamani M, Chilton BS. The reproductive importance of P-type ATPases. Mol Cell Endocrinol. 2002; 188(1-2): 22-5. Corrigido e voltado a publicar em: Mol Cell Endocrinol. 2001; 183(1-2): 123-6.
(17) Artigo sobre o que se publicou uma fé de erratas
Malinowski JM, Bolesta S. Rosiglitazone in the treatment of type 2 diabetes mellitus: a critical review. Clin Ther 2000; 22(10): 1151-68; discussão 1149-50. Fé de erratas em: Clin Ther. 2001; 23(2): 309.
(18) Artigo publicado electronicamente antes que em versão impressa
Sait KH, Ashour A, Rajabi M. Pregnancy outcome in non-gynecologic cancer. Arch Gynecol Obstet. 2004 Jun 2 [Epub ahead of print].
Sait KH, Ashour A, Rajabi M. Pregnancy outcome in non-gynecologic cancer. Arch Gynecol Obstet. 2005 Apr; 271(4): 346-9. Epub 2004 Jun 2.

### Livros e outras monografias
Estrutura geral:  Autor/é.Título do livro. Edição. Lugar de publicação: Editorial; ano.
A primeira edição não é necessário a consignar. A edição sempre se põe em números arábicos e abreviatura: 2ª ed. Se a obra estivesse composta por mais de um volume, devemos citá-lo a seguir do título do livro: Vol. 3.
(19) Autores individuais
Jiménez Murillo L, Montero Pérez FJ. Compêndio de Medicina de Urgências: guia terapêutica. 2ª ed. Madri: Elsevier; 2005.
(20) Director(é), compilador(é) como autor
Espinás Boquet J. coordenador. Guia de actuação em Atenção Primária. 2ª ed. Barcelona: Sociedade Espanhola de Medicina; 2002.
Teresa E de, editor. Cardiologia em Atenção Primária. Madri: Biblioteca Sala Médica; 2003.
(21) Autor(es) e editor(es)
Breedlove GK, Schorfheide AM. Adolescent pregnancy. 2ª ed. Wieczorek RR, editor. White Plains (NY): March of Dimes Education Services; 2001.
(22) Organização como autor
Comunidade de Madri. Plano de Saúde Mental da Comunidade de Madri 2003-2008. Madri: Comunidade de Madri, Conselharia de Previdência; 2002.
(23) Capítulo de livro
Autor/es do capítulo. Título do capítulo. Em*: Director/Coordenador/Editor do livro. Título do livro. Edição. Lugar de publicação: Editora; ano. página inicial-final do capítulo.
Mehta SJ. Dor abdominal. Em: Friedman HH, coordenador. Manual de Diagnóstico Médico. 5ª ed. Barcelona: Masson; 2004. p.183-90.
(24) Actas de congressos
Segundo Congresso Nacional da Associação Espanhola de Vacunologia. As Palmas de Grande Canária; 13-15 de Novembro 2003. Madri: Associação Espanhola de Vacunologia; 2003.
(25) Comunicação apresentada a um congresso
Autor/es da Comunicação/Conferência. Título da Comunicação/Conferência. Em: Título oficial do Congresso. Lugar de Publicação: Editora; ano. página inicial-final da comunicação/conferência.
Castro Beiras A, Escudero Pereira J. O Área do Coração do Complexo Hospitalario Universitário da Corunha (CHUAC). Em: Livro de Conferências: V Jornadas de Gestão e Avaliação de Custos Sanitários. Bilbao; Ministério de Previdência e Consumo, Governo Basco;  2000.p. 12-22.
(26) Relatório científico ou técnico
Autor/es. Título do relatório. Lugar de publicação: Organismos/Agência editora; ano. Número ou série identificativa do relatório.
Organização Mundial da Saúde. Factores de risco de doenças cardiovasculares: novas esferas de investigação. Relatório de um Grupo Científico da OMS. Genebra: OMS; 1994. Série de Relatórios Técnicos: 841.
(27) Tese doutoral
Autor. Título da tese [tese doutoral]. Lugar de publicação: Editora; ano.
Muñiz García J. Estudo transversal dos factores de risco cardiovascular em população infantil do meio rural galego [tese doutoral]. Santiago: Serviço de Publicações e Intercâmbio Científico, Universidade de Santiago; 1996.
(28) Patente
Joshi RK, Strebel HP, inventores; Fumapharm AG, titular. Utilização de derivados de ácido fumárico na medicina de transplante. Patente Européia. É 2195609T3. BOPI 1-12-2003.

### Outros trabalhos publicados
(29) Artigo de jornal
Autor do artigo. Título do artigo. Nome do jornal. Dia mês ano; Secção: página (coluna).
Carrasco D. Avalado o prazo de cinco anos para destruir parte da HC. Diário Médico. Sexta-feira 23 de julho de 2004; Regulamento: 8.
Espinho I. Vai-lhe melhor ao paciente que participa num ensaio clínico?. O Mundo sábado 31 de janeiro de 2004. Saúde: S6 (Oncologia).
(30) Material audiovisual
Autor/es. Título do vídeo. Lugar de edição: Editora; ano.
Aplicável a todos os suportes audiovisuais.
Borrel F. A entrevista clínica. Escutar e perguntar. [vídeo] Barcelona: Doyma; 1997.
(31) Documentos legais (leis, decretos, ordens, etc)
Título da lei/decreto/ordem... (Nome do Boletim Oficial, número, data de publicação)
Estatuto Marco do pessoal estatutário dos serviços de saúde. Lei 55/2003 de 16 de dezembro. Boletim Oficial do Estado, nº 301, (17-12-2003).
Projecto de Lei. Classificação das profissões sanitárias. Boletim Oficial dos Cortes Gerais. Congresso dos Deputados, (23 de maio de 2003).
(32) Mapa
Nome do mapa [tipo de mapa]. Lugar de publicação: Editora; ano.
Sada 21-IV (1 a 8) [mapa topográfico]. Madri: Ministério de Obras Públicas e Urbanismo, Direcção Geral do Instituto Geográfico Nacional; 1991.
(33) Dicionários e obras de consulta
Dorland Dicionário Enciclopédico Ilustrado de Medicina. 28ª ed. Madri: McGraw-Hill, Interamericana; 1999. Afasia; p. 51.

### Material não publicado
A NLM prefere "de próximo aparecimento" (em inglês: forthcoming) porque não todos os temas serão publicados.
(34) Em imprensa
Leshner AI. Molecular mechanisms of cocaine addiction. N Engl J Med. Em imprensa 1997.

### Material electrónico
(35) CD-ROM
Autor/é. Título [CD-ROM]. Edição. Lugar: Editora; ano.
Best CH. Bases fisiológicas da prática médica [CD-ROM].  13ª ed. Madri: Editora Médica Panamericana;  2003.
(36) Artigo de revista em Internet
Autor/es do artigo. Título do artigo. Nome da revista , ano [data de consulta]; volume (número): [Extensão/páginas]. Direcção electrónica.
Francês I, Barandiarán M, Marcellán T, Moreno L. Estimulação psicocognoscitiva nas demências. An Sist Sanit Navar [revista em Internet] 2003 setembro-dezembro. [acesso 19 de outubro de 2005]; 26(3). Disponível em: http://www.cfnavarra.es/salud/anales/textos/vol26/n3/revis2a.html
(37) Monografia na Internet
Autor/es ou Director/Coordenador/Editor. Título [monografia na Internet]. Edição. Lugar de publicação: Editor; ano [data de consulta]. Direcção electrónica.
Moraga Llop FA. Protocolos diagnósticos e terapêuticos em Dermatologia Pediátrica. [monografía em Internet]. Madri: Associação Espanhola de Pediatria; 2003 [acesso 19 de dezembro de 2005]. Disponível em: http://www.aeped.es/protocolos/dermatologia/index.htm
Zaetta JM, Mohler ER, Baum R. Indications for percutaneous interventional procedures in the patient with claudication. [Monografia na Internet]. Walthman (MA): UpToDate;  2005 [acesso 30 de janeiro de 2006]. Disponível em: http://www.uptodate.com/
(38) Sede Site ou Página principal de início de um lugar Site
Autor/es. Título [sede Site]. Lugar de publicação: Editor; Data de publicação [data de actualização; data de acesso]. Direcção electrónica.
Fisterra.com, Atenção Primária na Rede [sede Site]. A Corunha: Fisterra.com; 1990- [actualizada o 3 de janeiro de 2006; acesso 12 de janeiro de 2006]. Disponível em: http://www.fisterra.com
(39) Parte de uma página de um lugar ou sede Site
Título da página [sede Site]. Lugar de publicação: Editor; Data de publicação [data de actualização/revisão; data de acesso]. Título da secção [número de páginas ou ecrãs].  Direcção electrónica.
Medicina Interna de Galiza [sede Site]. Lugo: Sociedade Galega de Medicina Interna; 2005 [acesso 19 de dezembro de 2005]. De Pablo Casas M, Pena Rio JL. Guia para a prevenção de complicações infecciosas relacionadas com catéteres intravenosos. Disponível em: http://www.meiga.info/guias/cateteres.asp.
American Medical Association [sede Site]. Chicago: The Association; c1995-2002 [actualizado 5 de dezembro de 2005; acesso 19 de dezembro de 2005]. AMA Office of Group Practice Liaison; [aproximadamente 2 ecrãs]. Disponível em: http://www.ama-assn.org/ama/pub/category/1736.html.
(40) Base de dados na Internet
Instituição/Autor. Título [base de dados na Internet]. Lugar de publicação: Editor; Data de criação, [data de actualização; data de consulta]. Direcção electrónica.
Cuidem [base de dados na Internet]. Granada: Fundação Index [actualizada em abril 2004; acesso 19 de dezembro de 2005]. Disponível em: http://www.doc6.es/index/
PubMed [base de dados em Internet]. Bethesda: National Library of Medicine; 1966- [data de acesso 19 de dezembro de 2005]. Disponível em: http://www.ncbi.nlm.nih.gov/pubmed/
(41) Parte de uma base de dados na Internet
MeSH Browser [base de dados na Internet]. Bethesda (MD): National Library of Medicine (US); 2002 [acesso 19 de dezembro de 2005]. Meta-analysis; unique VÃO D015201 [aproximadamente 3 ecrãs]. Disponível em: http://www.nlm.nih.gov/mesh/mbrowser.html. Ficheiros actualizados semanalmente.
The Cochrane Database, Issue 3, 2004. [banco de dados em Internet]. Oxford: Update Software Ltd; 1998-  [data de consulta 17 de agosto de 2005]. Cranney A, Welch V, Adachi JD, Guyatt G, Krolicki N, Griffith L, Shea B, Tugwell P, Wells G. Etidronate for treating and preventing postmenopausal osteoporosis (Cochrane Review) [aproximadamente  2 ecrãs]. Disponível em: http://www.update-software.com/cochrane/.